# 게오르크 슈미트
게오르크 슈미트(독일어: Georg Schmidt; 1927년 4월 7일 ~ 1990년 7월 6일)는 오스트리아의 전 축구 감독이다.
그는 1982년 월드컵 당시 펠릭스 라츠케와 오스트리아 국가대표팀의 공동 감독을 역임한 것으로 알려져 있는데, 이 대회에서 오스트리아는 히혼의 수치로 회자되는 서독전 논란의 0-1 패배로 알려져 있다.